# Protanyderus vipio
Protanyderus vipio är en tvåvingeart som först beskrevs av Osten Sacken 1877.  Protanyderus vipio ingår i släktet Protanyderus och familjen Tanyderidae. Inga underarter finns listade i Catalogue of Life.